# Blancaneu (pel·lícula de 2012 de Pablo Berger)
Blancaneu (títol original en castellà: Blancanieves) és una pel·lícula espanyola de 2012 dirigida per Pablo Berger, inspirada en el compte de fades homònim dels Germans Grimm. Imita les maneres de narrar del cinema mut, amb fotografia en blanc i negre i la música com a element conductor. Ha estat doblada al català.
Presentada en la Secció Oficial del Festival Internacional de Cinema de Sant Sebastià (va obtenir el Premi Especial del Jurat), va ser la pel·lícula seleccionada per Espanya per als Premis Oscar en la categoria de Millor pel·lícula de parla no anglesa (finalment no va ser nominada per l'Acadèmia) i per als Premis Ariel (sí que va obtenir aquest guardó). En la XXVII edició dels Premis Goya (2012) va obtenir deu guardons, entre ells el de millor pel·lícula.

## Argument
En una sèrie d'esdeveniments fortuïts, la pel·lícula comença relatant el tràgic accident que sofreix el torero Antonio Villalta en ser cornejat per Llucifer, el sisè toro de la corrida del dia. Aquest accident el deixa lesionat al mateix temps que la seva esposa, la cantant Carmen de Triana, mor dessagnada en donar a llum a la seva filla, la petita Carmen. Antonio, esfondrat per les tristes notícies, dona de costat a la seva filla, qui acaba sota la cura de la seva àvia materna, donya Concha. Mentrestant, Encarna, una infermera de l'hospital, comença a cuidar d'Antonio. Agraït per les seves cures i el seu afecte, es casa amb ella.
Passen els anys i observem com Carmen, la filla d'Antonio, creix apartada del seu pare amb la seva àvia, donya Concha. No obstant això, aquesta mor inesperadament d'un atac al cor durant la celebració de la primera comunió de la nena. Encarna decideix que la seva fillastra Carmen vagi a viure amb el seu pare i amb ella, però quan Carmen arriba, descobreix que treballarà de criada fent els pitjors treballs de la casa com una serventa i que tindrà totalment prohibit veure al seu pare. Tots la maltracten, i només troba afecte en la seva mascota, el gall Pepe.
No obstant això, un dia Pepe es cola a la casa i puja a una habitació. Perseguint-lo, Carmen entra i allí troba al seu pare, al qual la seva malvada madrastra Encarna té totalment sotmès aprofitant la seva paraplegia. Pare i filla es reconeixen i forgen un fort vincle; els dos es reuneixen en secret quan Encarna està absent o enganyant a Antonio amb Genaro, el seu xofer, i Antonio aprofita les trobades per a ensenyar-li a la seva filla Carmen tots els secrets de la tauromàquia. Però tot acaba quan Encarna s'adona que la seva fillastra Carmen l'ha desobeït i, com a càstig, fa que es mengi Pepe.
Algun anys després, Carmen s'ha convertit en una bella noia. Encarna, gelosa de la bellesa de la seva fillastra Carmen i desitjosa de quedar-se amb tota la fortuna del seu espòs Antonio, assassina a aquest i mana a Genaro que la mati a ella. Malgrat això, Carmen sobreviu, encara que perd la memòria en el contratemps. Afortunadament, un grup de sis artistes nans, coneguts com els Nans Toreros, la troben i decideixen cuidar-la mentre es recupera. En una de les seves actuacions, es produeix un contratemps amb una vaqueta que posa en perill la vida d'un d'ells, la qual cosa fa que Carmen surti al seu rescat amb les seves habilitats de torera. Els nans (excepte Rondinaire) queden admirats de la seva habilitat i decideixen que formi part del seu espectacle amb el nom de "Blancaneu".
Carmen coneguda artísticament com a Blancaneu es fa cada vegada més famosa, fins al punt de ser contractada per un empresari que li fa signar un contracte per tota la vida aprofitant que la noia no sap llegir. D'altra banda, Encarna s'assabenta que la seva fillastra Carmen continua viva en veure-la en la portada d'una revista. Furiosa, baralla amb Genaro i acaba matant-lo. Mentrestant, un dels nans toreros s'enamora perdudament de Carmen, mentre que Rondinaire, gelós d'ella, cerca la manera de matar-la.
Finalment, Blancaneu i els seus companys arriben a La Colosal de Sevilla, la mateixa plaça de toros on Antonio va sofrir el seu accident. Mentre resa, veu la foto de la seva mare que el seu pare havia penjat de la mà de la verge abans de la seva fatídica corrida, però no la reconeix per la seva amnèsia. Més tard, a punt de sortir al rodo, don Martín, l'apoderat d'Antonio la crida entre la gentada, emocionat, que el seu pare estaria orgullós d'ella. Aquesta revelació desencadena una sèrie de records en Carmen a mesura que avança per la plaça. D'altra banda, Rondinaire ha canviat els rètols dels toros d'aquesta tarda perquè li toqui a Carmen el més brau de la corrida (convenientment anomenat Satanàs) en lloc d'una vaqueta. Ella, aterrida en recordar el seu passat, intenta allunyar-se del toro, però recorda els consells del seu pare i dona una feina inoblidable, que li fa guanyar-se els aplaudiments del públic i l'indult de l'animal.
Tanmateix, Encarna, que ha assistit a la corrida amb un vel per a no ser reconeguda, li lliura a la seva fillastra Carmen una poma injectada amb verí que provoca la mort de Carmen quan se la menja. Rondinaire, que havia vist Encarna, la malvada madrastra de Carmen, accidentalment abans, decideix redimir-se i guia als altres nans per a posar fi a Encarna, la malvada madrastra de Carmen, a qui tanquen amb un toro que presumiblement la mata.
L'empresari amb qui Carmen va signar el contracte decideix usar el seu cadàver com una atracció de fira perquè els curiosos intentin despertar-la per unes quantes monedes. Al costat d'ella roman el nan enamorat, cuidant-la i dormint al seu costat. Al final es percep que, probablement, no està del tot morta quan, després que el nan enamorat la besa, se li escapa una llàgrima dels seus ulls tancats.

## Fitxa artística
- Maribel Verdú... Encarna / La Malvada Madrastra de Blancaneu
- Macarena García... Carmen / Blancaneu
- Daniel Giménez Cacho... Antonio Villalta / El Pare de Blancaneu
- Ángela Molina... Donya Concha / L'Àvia
- Sofia Oria... Carmencita / Blancaneu
- Pere Ponce... Genaro / El Xofer
- Josep Maria Pou... Don Carlos / L'Apoderat
- Inma Cuesta... Carmen de Triana / La Mare de Blancaneu
- Ramón Barea... Don Martín
- Sergio Dorado... Rafita
- Emilio Gavira... Jesusín
- Oriol Vila... Jove arrogant
- Asier Salines... Nan Rondinaire

## Fitxa tècnica
- Guionista i Director ... Pablo Berger
- Productors ... Ibon Cormenzana, Jerôme Vidal, Pablo Berger
- Director de Fotografia ... Kiko de la Rica
- Compositor ... Alfonso Vilallonga
- Disseny de Producció ... Alain Bainée
- Muntatge ... Fernando Franco
- Dissenyador de Vestits ... Paco Delgado
- Pentinat ... Fermín Galán
- Maquillista ... Sylvie Imbert
- Director de Producció ... Josep Amorós
- Ajudant de Direcció ... Carlos Gras
- Direcció de Cásting ... Rosa Estévez
- Companyies Productores ... Arcadia Motion Pictures (Ángel Durández Adeva), Noodles Production, Mama Films
- Negatiu ... 35mm/blanc i negre
- Durada ... 104 min.

## Recepció

### Estrena
Va ser presentada en la Secció Oficial del Festival Internacional de Cinema de Sant Sebastià el 21 de setembre de 2012 i estrenada de forma regular el 28 de setembre.

### Recepció
La pel·lícula ha estat àmpliament elogiada per la crítica. Roger Ebert del Chicago Sun-Times va comentar sobre Blancaneu "Película muda visualment impressionant del tipus que podria haver estat feta pels més grans directors de la dècada de 1920".
Lluís Bonet Mojica de La Vanguardia va assegurar que: “Podia ser un disbarat, més penós que hilarant, però a part del seu fascinant poder visual, la pel·lícula combina meravellosament l'humor negre, la sàtira social i un to pròxim al gran cinema expressionista alemany."
En el seu primer cap de setmana va recaptar entre 166.000 i els 169.000 € a Espanya. Als Estats Units el primer cap de setmana de la seva estrena va recaptar 25,264 $.
Finalment, en una decisió polèmica i sorprenent, no va ser tinguda en compte per a competir per Millor Pel·lícula de parla no Anglesa en l'edició número 85 dels Premis Óscar.
Aquesta pel·lícula també ha generat crítiques per maltractament animal durant el seu rodatge. Un tècnic del rodatge els va confirmar que els toros van ser sotmesos al terç de vares (picador) i al de banderilles, i que finalment van ser sacrificats en als «chiqueros» de la plaça. Les associacions protectores d'animals van aconseguir que s'instaurés, en contra d'Arcadia Motion Pictures, la promotora de la pel·lícula, un expedient sancionador, per incomplir la Llei de Protecció Animal 1/1990 d'1 de febrer, article 24.3.g, que considera "infracció molt greu la filmació d'escenes amb animals per a cinema o televisió que comportin crueltat, maltractament o sofriment quan aquests no siguin simulats".
La pel·lícula ha estat ben acollida en nombrosos països del món com Bolívia, Alemanya, Portugal, França, fins i tot al Japó, que segons Pablo Berger va ser un esdeveniment inesperat, la història va trobar sentit "al saber que és una història que connecta, que parla d'accions, de sensacions. Les passions no són tan llunyanes entre nosaltres", va dir el director de la pel·lícula.

## Palmarès cinematogràfic
Festival Internacional de Cinema de Sant Sebastià
| Categoria                             | Persona                  | Resultat   |
| ------------------------------------- | ------------------------ | ---------- |
| Premi Especial del Jurat              | Premi Especial del Jurat | Guanyadora |
| Conquilla de Plata a la millor actriu | Macarena García          | Guanyadora |

XXVII Premis Goya
| Categoria                        | Persona                                                                                   | Resultat   |
| -------------------------------- | ----------------------------------------------------------------------------------------- | ---------- |
| Millor pel·lícula                | Millor pel·lícula                                                                         | Guanyadora |
| Millor director                  | Pablo Berger                                                                              | Nominat    |
| Millor actriu protagonista       | Maribel Verdú                                                                             | Guanyadora |
| Millor actor protagonista        | Daniel Giménez Cacho                                                                      | Nominat    |
| Millor actriu de repartiment     | Ángela Molina                                                                             | Nominada   |
| Millor actor de repartiment      | Josep Maria Pou                                                                           | Nominat    |
| Millor actriu revelació          | Macarena García                                                                           | Guanyadora |
| Millor actor revelació           | Emilio Gavira                                                                             | Nominat    |
| Millor guió original             | Pablo Berger                                                                              | Guanyador  |
| Millor música original           | Alfonso Vilallonga                                                                        | Guanyador  |
| Millor cançó original            | No te puedo encontrar (en la veu de Silvia Pérez Cruz) Pablo Berger Juan Gómez "Chicuelo" | Guanyadors |
| Millor fotografia                | Kiko de la Rica                                                                           | Guanyador  |
| Millor muntatge                  | Fernando Franco                                                                           | Nominat    |
| Millor direcció artística        | Alain Bainée                                                                              | Guanyador  |
| Millor direcció de producció     | Josep Amorós                                                                              | Nominat    |
| Millor disseny de vestuari       | Paco Delgado                                                                              | Guanyador  |
| Millor maquillatge i perruqueria | Fermín Galán Sylvie Imbert                                                                | Guanyadors |
| Millors efectes especials        | Ferran Piquer Reyes Abades                                                                | Nominats   |

LV edició dels Premis Ariel
| Categoria                        | Persona                          | Resultat   |
| -------------------------------- | -------------------------------- | ---------- |
| Millor pel·lícula iberoamericana | Millor pel·lícula iberoamericana | Guanyadora |

Medalles del Cercle d'Escriptors Cinematogràfics
| Categoria                  | Persona              | Resultat   |
| -------------------------- | -------------------- | ---------- |
| Millor pel·lícula          | Millor pel·lícula    | Guanyadora |
| Millor director            | Pablo Berger         | Guanyador  |
| Millor actriu protagonista | Maribel Verdú        | Nominada   |
| Millor actor protagonista  | Daniel Giménez Cacho | Nominat    |
| Millor actriu secundària   | Ángela Molina        | Guanyadora |
| Millor actor secundari     | Josep Maria Pou      | Nominat    |
| Millor actriu revelació    | Macarena García      | Guanyadora |
| Millor actor revelació     | Emilio Gavira        | Nominat    |
| Millor guió original       | Pablo Berger         | Guanyador  |
| Millor muntatge            | Fernando Franco      | Guanyador  |
| Millor música              | Alfonso Vilallonga   | Guanyador  |
| Millor fotografia          | Kiko de la Rica      | Guanyador  |

XXII Premis de la Unión de Actores
| Categoria                              | Persona              | Resultat   |
| -------------------------------------- | -------------------- | ---------- |
| Millor actriu protagonista de cinema   | Maribel Verdú        | Guanyadora |
| Millor actor protagonista de cinema    | Daniel Giménez Cacho | Nominat    |
| Millor actriu secundària de cinema     | Ángela Molina        | Nominada   |
| Millor actor de repartiment de cinema  | Ramón Barea          | Nominat    |
| Millor actor de repartiment de cinema  | Pere Ponce           | Nominat    |
| Millor actriu de repartiment de cinema | Inma Cuesta          | Nominada   |

57a edició dels Premis Sant Jordi de Cinematografia
| Categoria                   | Persona                     | Resultat   |
| --------------------------- | --------------------------- | ---------- |
| Millor pel·lícula espanyola | Millor pel·lícula espanyola | Guanyadora |

Premis Cinematogràfics José María Forqué
| Categoria         | Persona           | Resultat   |
| ----------------- | ----------------- | ---------- |
| Millor pel·lícula | Millor pel·lícula | Guanyadora |
| Millor actriu     | Macarena García   | Nominada   |
| Millor actriu     | Maribel Verdú     | Guanyadora |

Premis ACE (Nova York
| Categoria                   | Persona              | Resultat   |
| --------------------------- | -------------------- | ---------- |
| Millor pel·lícula           | Millor pel·lícula    | Guanyadora |
| Millor actriu               | Maribel Verdú        | Guanyadora |
| Millor actor de repartiment | Daniel Giménez Cacho | Guanyador  |

Premis Gaudí
| Categoria                             | Persona                               | Resultat  |
| ------------------------------------- | ------------------------------------- | --------- |
| Millor pel·lícula en llengua catalana | Millor pel·lícula en llengua catalana | Ganadora  |
| Millor director                       | Pablo Berger                          | Nominat   |
| Millor protagonista femenina          | Ángela Molina                         | Nominada  |
| Millor protagonista femenina          | Maribel Verdú                         | Nominada  |
| Millor guió                           | Pablo Berger                          | Nominat   |
| Millor muntatge                       | Fernando Franco                       | Nominat   |
| Millor direcció artística             | Alain Bainée                          | Guanyador |
| Millor música original                | Alfonso Vilallonga                    | Guanyador |
| Millor fotografia                     | Kiko de la Rica                       | Nominat   |
| Millor vestuari                       | Paco Delgado                          | Guanyador |
| Millor maquillatge i perruqueria      | Fermín Galán Sylvie Imbert            | Nominats  |
| Millors efectes especials             | Reis Abats Ferrán Piquer              | Nominats  |

Fotogramas de Plata
| Categoria                   | Persona                     | Resultat   |
| --------------------------- | --------------------------- | ---------- |
| Millor pel·lícula espanyola | Millor pel·lícula espanyola | Guanyadora |
| Millor actriu de cinema     | Maribel Verdú               | Guanyadora |

Premis SPT 2012
| Categoria               | Persona           | Resultat |
| ----------------------- | ----------------- | -------- |
| Millor pel·lícula       | Millor pel·lícula | Nominada |
| Millor actriu de cinema | Maribel Verdú     | Nominada |